# Run Run Shaw
Run Run Shaw (19 de noviembre de 1907; Ningbo, Zhejiang, Dinastía Qing-7 de enero de 2014; Hong Kong) fue un magnate de los medios de comunicación de Hong Kong y filántropo. Fue una de las figuras más influyentes en la industria del entretenimiento en Asia. Fundó la conocida Shaw Brothers Studio, que fue una de las más grandes productoras de cine en el mundo y la Television Broadcasts Limited, que sigue siendo la empresa que domina la televisión en Hong Kong. Murió el 7 de enero de 2014, a los 106 años.